# Alkaloid Skopje
Alkaloid Skopje (code MBI 10 : ALK) est une entreprise macédonienne qui a son siège social à Ǵorče Petrov, dans l'agglomération de Skopje. Elle entre dans la composition du MBI 10, l'indice principal de la Bourse macédonienne. Elle est spécialisée dans le domaine de l'industrie pharmaceutique et produit notamment des médicaments et des cosmétiques.

## Histoire
La société Alkaloid a été créée en 1936, c'est au départ une petite entreprise familiale qui traite le pavot somnifère cultivé dans la région. Son nom vient d'ailleurs du terme « alcaloïde » qui désigne les dérivés du pavot. En 1944, elle est privatisée par les Communistes. En 1955, la société est dotée d'une nouvelle usine et elle commence à travailler avec des entreprises étrangères (France, États-Unis, Suisse…) en 1961. À la même époque, Alkaloid étend sa production en produisant notamment des dérivés de codéine et de caféine. La privatisation d'Alkaloid est prévue dès 1990 et elle est effectuée entre 1995 et 1998. Elle diversifie encore plus sa production et s'installe en 1996 dans une nouvelle usine de 12 000 m2. Actuellement, elle exporte dans 29 pays.

## Activités
Alkaloid Skopje produit deux milliards d'unités de médicaments, 200 millions de capsules et 3,5 milliards de poudre par an. Elle produit surtout du vademecum et des compléments alimentaires, mais aussi des crèmes pour la peau, des savons et des plantes médicinales en vrac.